# Замка у мраку
Замка у мраку је предстојећи српски филм из 2025 године у режији Пеђе Марковића.
,

## Радња
Овај психолошки трилер истражује страх, параноју и људску психу у екстремним ситуацијама.
Радња филма се одвија у затвореном простору биоскопске сале, где група људи долази на ексклузивну контролну пројекцију филма.
Међутим, убрзо схватају да су заробљени, без могућности изласка, а са сваким тренутком расте неизвесност - ко је крив за ову замку, да ли су сви присутни случајни гледаоци или постоји нека тајна која их повезује?
Како време пролази, тензија расте, а филм постаје огледало њихових страхова и скривених намера. Да ли је све ово софистицирана игра или нешто много мрачније?
Граница између фикције и стварности постаје све тања, а оно што су доживљавали као обичну филмску вечер полако се претвара у борбу за преживљавање!

## Улоге
| Глумац              | Улога |
| ------------------- | ----- |
| Милош Ђуровић       |       |
| Анастасија Кнежевић |       |
| Тамара Милојковић   |       |
| Димитрије Илић      |       |
| Миљана Поповић      |       |
| Катарина Орландић   |       |
| Ђорђе Галић         |       |
| Ненад Станојевић    |       |
| Стојан Ђорђевић     |       |
| Стефан Ђоковић      |       |